# 46 Leonis Minoris
46 Leonis Minoris (viết tắt 46 LMI), tên chính thức Praecipua /prɪˈsɪpjʊə/, là ngôi sao sáng nhất trong chòm sao Tiểu Sư, thuộc lớp quang phổ K0+III-IV, có cấp sao biểu kiến 3,83 và được xếp vào loại sao khổng lồ đỏ. Dựa trên các đo đạc thị sai, khoảng cách của nó với Mặt Trời là khoảng 95 năm ánh sáng. Người ta cũng đặt ra nghi vấn rằng nó là một sao biến quang với biên độ khoảng 0,05.

## Danh pháp
46 Leonis Minoris là định danh Flamsteed của ngôi sao này. Nó đôi khi được định danh là "o LMI" (không phải "ο LMI"), từ danh lục Bode năm 1801. Người ta cho rằng nó lẽ ra có định danh là α, do Francis Baily quyết định viết kèm mỗi chữ cái Hy Lạp cho các sao sáng hơn cấp 4,5, nhưng định danh này đã bị bỏ sót trong danh lục của ông, mặc dù nó bao gồm cả sao β mờ hơn.
Nó có tên gọi truyền thống Praecipua, bắt nguồn từ tiếng Latin có nghĩa là "Thủ lĩnh (sao của Tiểu Sư"). Tên gọi này nguyên ban đầu có thể là của 37 Leonis Minoris, nhưng sau đó bị chuyển nhầm sang ngôi sao này. Năm 2016, Hiệp hội Thiên văn Quốc tế (IAU) đã tổ chức một Nhóm công tác về Tên sao (WGSN) để lập danh lục và chuẩn hóa tên riêng cho các ngôi sao. WGSN đã phê duyệt tên Praecipua cho ngôi sao này vào ngày 30 tháng 6 năm 2017 và hiện tại nó đã được đưa vào Danh sách Tên Sao được IAU phê duyệt.
Nó còn được gọi là 勢四 (Thế Tứ), nghĩa là "Ngôi sao thứ tư của hoạn quan" trong thiên văn học truyền thống Trung Quốc.